# Fångstgrop

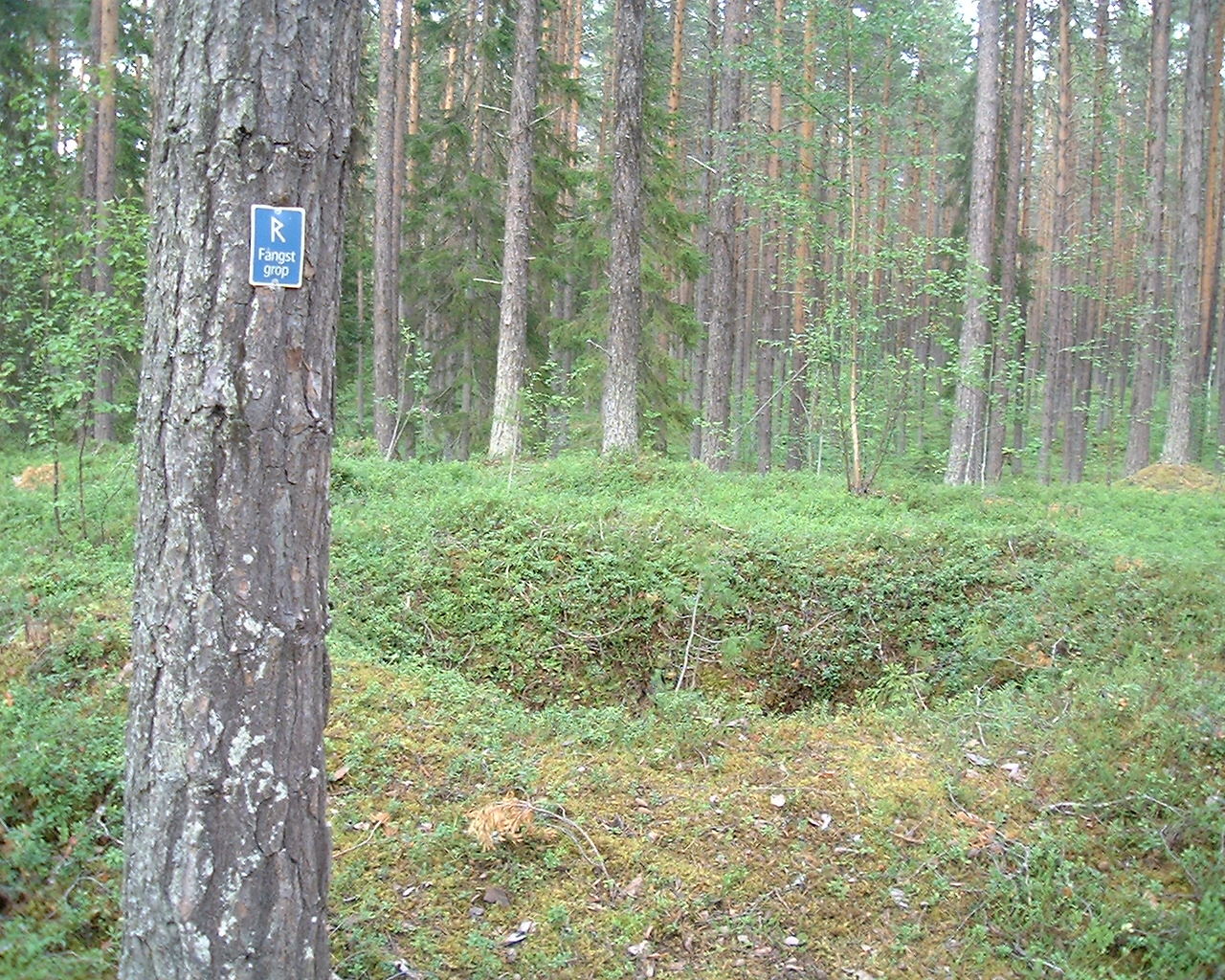
Fångstgrop på Långön i nordvästra Ångermanland (Jämtlands län)

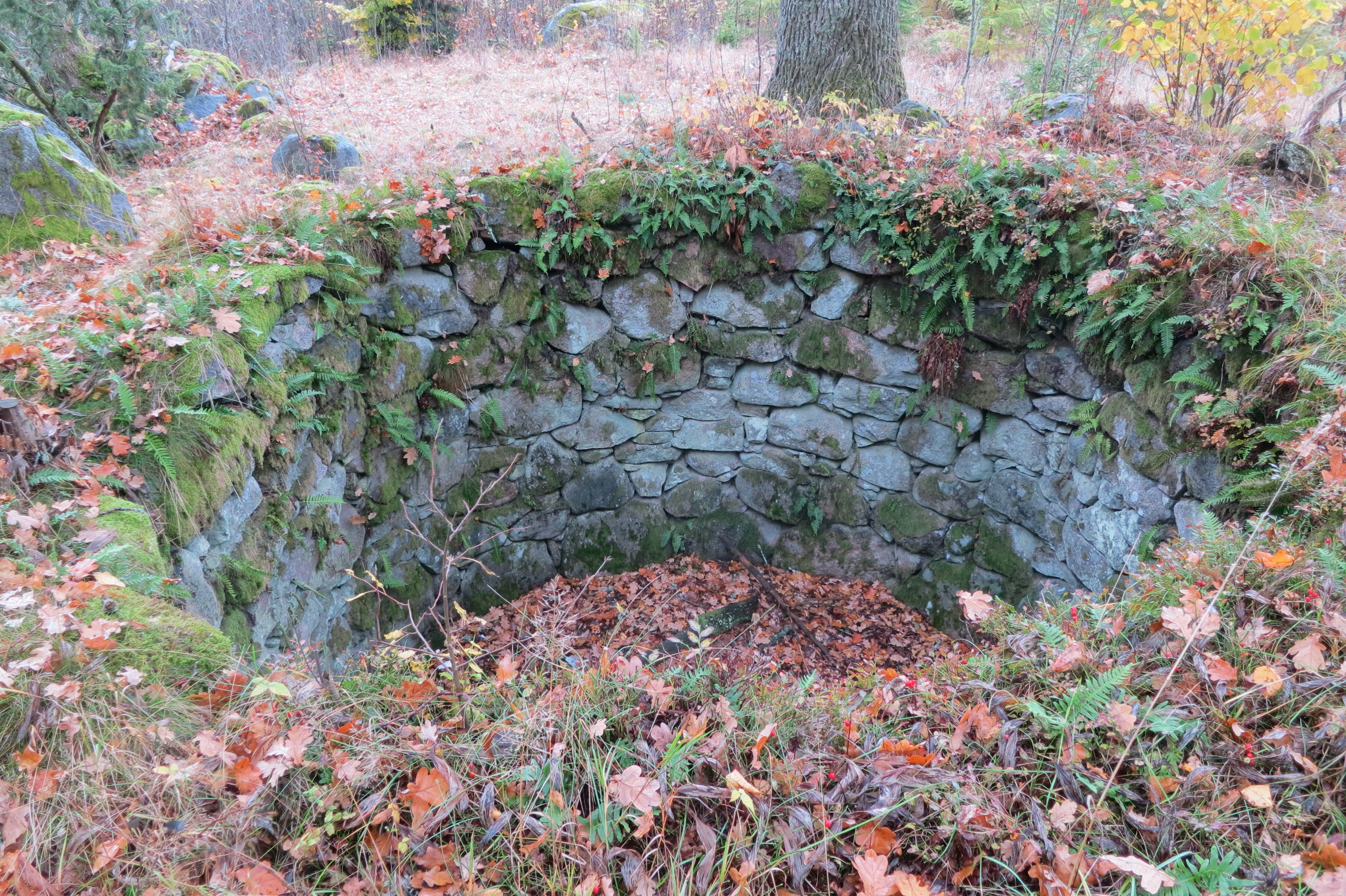
Varggrop i Södra Sandsjö socken, Småland

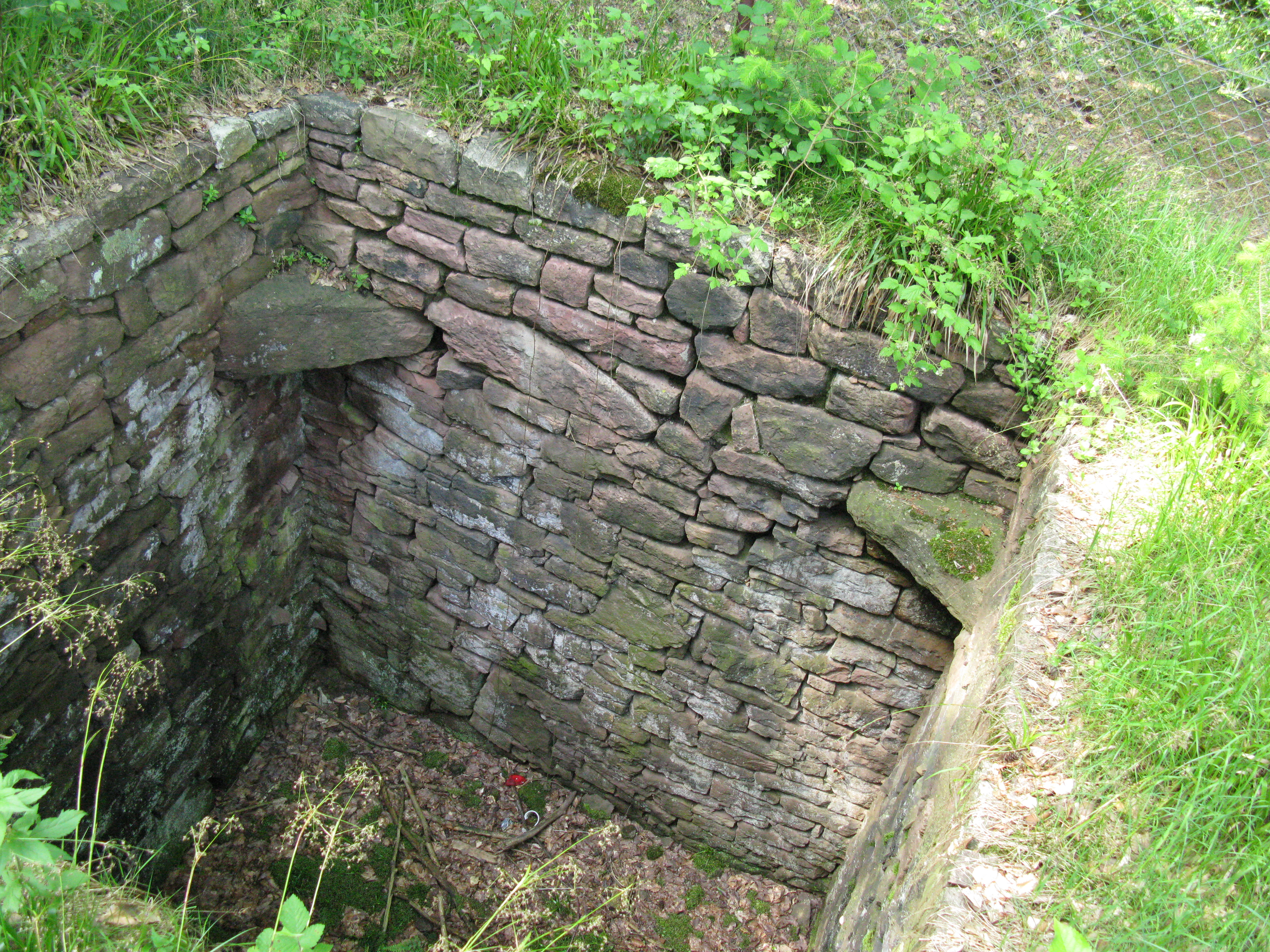
Fångstgrop för varg, nära Hohenwart, Bayern, Tyskland

Fångstgropar är den vanligaste typen av fornlämningar i Skandinaviens inland. De har använts för fångst av vildren, varg och älg samt i mindre utsträckning även för räv och björn. De användes från stenåldern (cirka 5000 f.kr) fram till 1800-talet.

## Konstruktion
Fångstgroparna består av grävda fallgropar med eller utan kista av sten eller trä. Fångstgroparna är ca 3–4 meter i diameter och ca 2,5 m djupa. Fångstgroparna anlades vanligen i sand eller grus eller annan lättgrävd mark. De anlades oftast i ett sammanhängande radsystem med 30–50 meters mellanrum, men kunde även placeras ensamma och kompletteras med ett fållsystem som gjorde att viltet tvingades mot gropen. Groparna doldes av icke bärande tak som var gjorda av grenar och mossa.

## Datering
Fångstgroparna är svårdaterade, men torde utgöra ett av de äldsta jaktmetoderna och har använts sedan stenåldern. Under den äldre bronsåldern skedde en kraftig ökning av bruket med fångstgrop i hela Norrland. I Nordnorrland (Lappland, Norrbotten och Västerbotten) nådde användandet av gropar sin kulmen i mitten av 1200-talet f.kr men minskar radikalt efter det. Detta kopplas till "bronskrisen" som drabbade Nordeuropa runt denna tid till följd av minskad produktion i Europa. Inte förrän cirka 800 f.kr. började gropar användas igen i större mängder. I landslag stadgades att man skulle hålla fångstgrop för varg (eller annat jaktredskap för varg som till exempel vargnät).
Jakt med fångstgrop förbjöds i lag 1864.

## Spridning
Fångstgropar tycks ha varit vanligt förekommande i norra Sverige, men mindre vanliga i södra delen av landet. Norr om Dalälven finns cirka 30 000 fångstgropar registrerade. Fångstgropar för varg brukades emellertid mest i södra delen av Sverige. Dessa hade en diameter på 5–10 meter och väggarna var ofta kallmurade för att försvåra för vargen att komma upp.